# Ванские Выселки
Ва́нские Вы́селки — посёлок в Рассказовском районе Тамбовской области России. Входит в состав Платоновского сельсовета.

## География
Посёлок находится в центральной части региона, в лесостепной зоне, в пределах Тамбовской равнины, на берегах реки Дальняя Керша.

### Климат
Климат характеризуется как умеренно континентальный, с относительно жарким летом и холодной продолжительной зимой. Среднегодовая температура воздуха — 5,4 °С. Средняя температура воздуха самого тёплого месяца (июля) — 19,9 °C (абсолютный максимум — 38,4 °С); самого холодного (января) — −10 °C (абсолютный минимум — −36,9 °С). Безморозный период длится 145—155 дней. Длительность вегетационного периода составляет 180—185 дней Среднегодовое количество атмосферных осадков составляет 525 мм, из которых 342 мм выпадает в период с апреля по октябрь. Снежный покров образуется в последней декаде ноября — начале декабря и держится в течение 125—130 дней.

## История
Впервые упоминается в 1911 году в епархиальных сведениях под названием Ванские Дворики, где в 5 крестьянских дворах числилось мужского пола 20, женского пола — 12 человек. Приписана к Арженской приходской церкви и находилась от неё в 12 верстах.
С 1935 по 1959 годы входил в Платоновский район.

## Население
| 2010 |
| ---- |
| 0    |

### Историческая численность населения
По данным Всесоюзной переписи 1926 года деревня насчитывала 12 дворов, мужского пола — 27, женского пола — 32, всего 59 человек.
В 2002 году в посёлке проживало 4 человека.

## Инфраструктура
Было личное подсобное хозяйство.

## Транспорт
Деревня доступна по просёлочной дороге.